# Masaharu Segawa
Masaharu Segawa (瀬川 昌治, Segawa Masaharu), né le 26 octobre 1925 et mort le 20 juin 2016, est un réalisateur et un scénariste japonais.

## Biographie
Masaharu Segawa a réalisé près de 50 films et écrit 40 scénarios entre 1955 et 1990.

## Filmographie partielle

### Comme réalisateur
- 1960 : Ponkotsu (ぽんこつ?)
- 1963 : Bakurō ichidai (馬喰一代?)
- 1964 : Zūzūshii yatsu (図々しい奴?)
- 1964 : Zoku zūzūshii yatsu (続・図々しい奴?)
- 1965 : De nombreux nuages (おゝい雲！, Ooikumo?)
- 1966 : Nippon ankokugai (日本暗黒街?)
- 1968 : Kigeki: Hatsumōde resha (喜劇 初詣列車?)
- 1968 : Tarekomi (密告?)
- 1968 : Kigeki: Taian ryokō (喜劇 大安旅行?)
- 1969 : Kigeki: Konzen ryokō (喜劇 婚前旅行?)
- 1969 : Kigeki: Gyakuten ryokō (喜劇 逆転旅行?)
- 1969 : Kigeki: Yosakoi ryokō (喜劇 よさこい旅行?)
- 1970 : Kigeki: Mangan ryokō (喜劇 満願旅行?)
- 1970 : Kigeki: Enmusubi ryokō (喜劇 縁結び旅行?)
- 1971 : Kigeki: Kaiun ryokō (喜劇 開運旅行?) coréalisé avec Akira Masuda
- 1971 : Kigeki: Ganbaranakuccha！ (喜劇 頑張らなくっちゃ！?)
- 1972 : Kigeki: Yūwaku ryokō (喜劇 誘惑旅行?)
- 1972 : Kigeki: Shinkon daikonsen (喜劇 新婚大混線?)
- 1972 : Kigeki: Kaidan ryokō (喜劇 怪談旅行?)
- 1972 : Kigeki: Kaikan ryokō (喜劇 快感旅行?)
- 1973 : Kigeki: Otoko no nakidokoro (喜劇 男の泣きどころ?)
- 1974 : Kigeki: Otoko no udedameshi (喜劇 男の腕だめし?)
- 1975 : Kigeki: Onna no nakidokoro (喜劇 女の泣きどころ?)
- 1975 : Za.Dorifutazu no kamo da!! Goyo da!! (ザ・ドリフターズ　カモだ！！御用だ！！?)
- 1975 : Seigida! Mikatada! Zeninshugo!! (正義だ！味方だ！全員集合！！?)
- 1978 : Kigeki yakushatachi: Cooper to Gable (喜劇役者たち 九八とゲイブル, Kigeki yakushatachi: Kupa to Geiburu?)
- 1985 : Des Plaisanteries voilées de larmes (哀しい気分でジョーク, Kanashii kibun de joku?)

### Comme scénariste
- 1955 : Asakusa no oni (浅草の鬼?) de Shūe Matsubayashi
- 1955 : Kimi utsukushiku (君美しく?) de Noboru Nakamura
- 1956 : Tengoku wa dokoda (天国はどこだ?) de Shūe Matsubayashi
- 1957 : Le Visage (顔, Kao?) de Tatsuo Ōsone
- 1957 : Sanjūrokunin no jōkyaku (三十六人の乗客?) de Toshio Sugie